# Oris Erhuero
Oris Erhuero (sinh ngày 23 tháng 9 năm 1968) là một diễn viên, nhà sản xuất, nhà văn, và cựu người mẫu thời trang. Sau khi làm mẫu cho một vài năm, ông chuyển sang truyền hình và điện ảnh, với vai diễn trong The Adventures of Sinbad, The Bill, Highlander: Endgame, Black Mask 2, Sometimes in April, and Chicago Pulaski Jones. Erhuero sau này đã chuyển sang làm nhà sản xuất phim và biên kịch.

## Tiểu sử
Oris Erhuero sinh tại Finsbury Park, London. Anh là người lớn tuổi nhất trong gia đình bảy anh chị em. Cha mẹ ông là người Nigeria và có nguồn gốc bộ lạc Urhobo. Khi Erhuero năm tuổi, anh và anh trai đi cùng cha mình tới Nigeria. Anh đã dành trải qua nhiều thời tuổi trẻ của mình giữa Lagos và các bang Bendel (nay là các bang Delta và Edo). Erhuero trở về London khi ông mười bốn tuổi và học tại trường Beaufoy ở Kennington Park (sau này đổi tên thành Trường công nghệ Lilian Baylis). Erhuero đẩy theo học đào tạo Shakespeare cổ điển tại Học viện Âm nhạc và Nghệ thuật Sân khấu (LAMDA) Londo, Nhà hát cung điện McCadden Los Angeles, và Nhà kịch trẻ Vic.